# Nerved

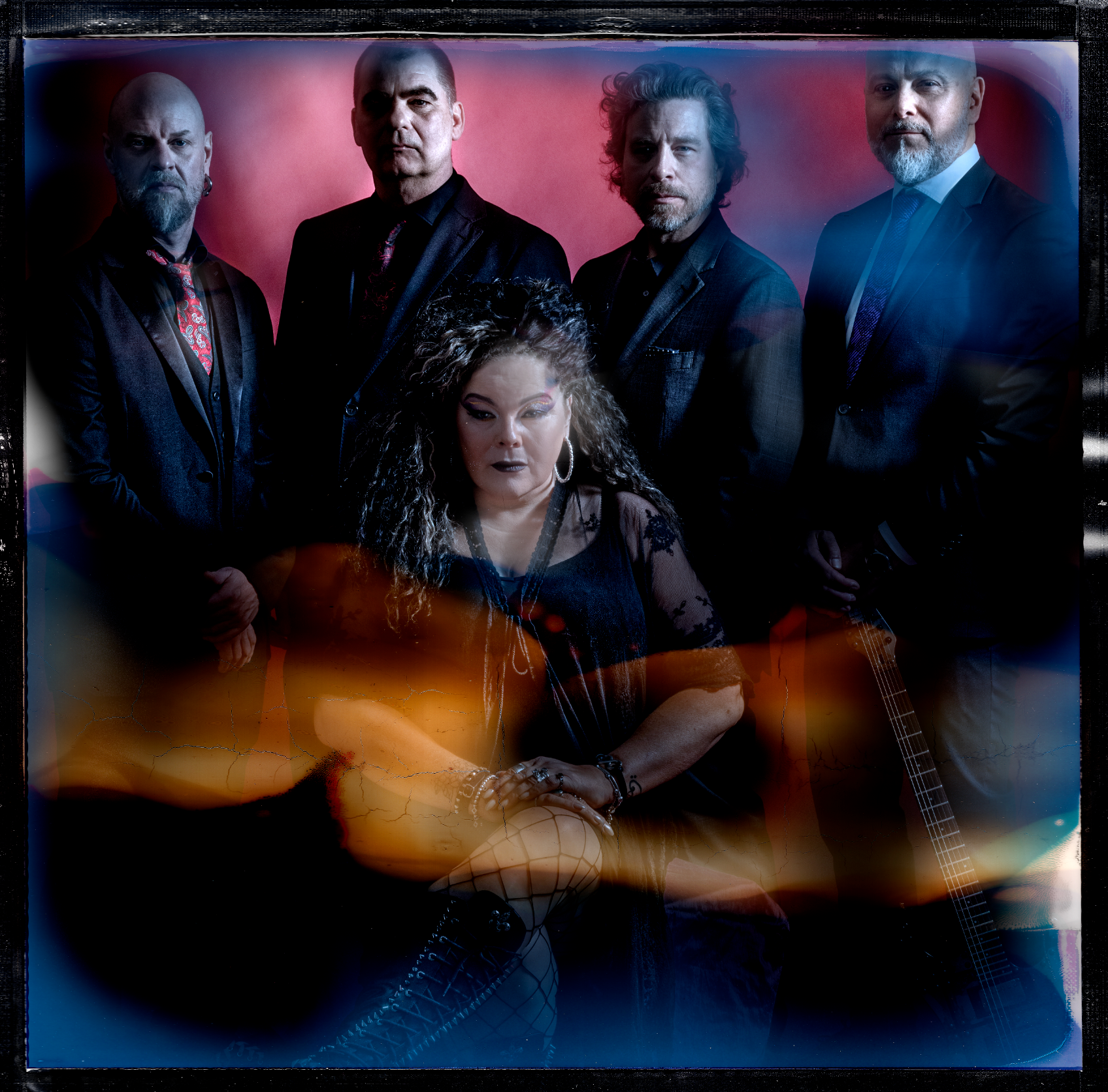
The NERVED lineup 2023. Photo Niklas Palmklint.

Nerved är ett alternativ metalband från Stockholm och Dalarna. Bandet är mest känt för sin låt I Love You, som var soundtrack i en serie uppmärksammade reklamfilmer för Rädda Barnen 2004 till 2008.

## Bandet
Nerved startades 1999 av Marcus Hanser och Björn Lundberg. 2004 släpptes debutalbumet Off Line och fyra år senare kom Finally Nerved. I januari 2018 släppte bandet sin tredje fullängdare Leave It All Behind skriven och producerad av Marcus Hanser, mixad av Pontus Frisk för Ninetone Group och mastrad av Henrik Jonsson på Masters of Sound. På skivan gästspelar bland andra Jakob Samuel från The Poodles, Richard Sjunesson från The Unguided och Leif Göras från Orsa Spelmän.
Sedan starten har Nerved haft varierande uppsättningar där den aktuella också är den mest namnkunniga med Petra Kvännå, Elias Modig, Jocke Björkegren, Marcus Hanser och Joacim Brunnberg. Var och en för sig är medlemmarna i Nerved inga typiska hårdrocksmusiker, men tillsammans skapar de en modern, kraftfull hårdrock med tydliga melodier.

### Medlemmar
Nuvarande:
- Petra Kvännå (sång). Har samarbetat med Joacim Cans med bland annat Hells Jingle Bells, hon har även gjort ett flertal album med Clas Yngströms Sky High.
- Elias Modig (basgitarr). Har spelat med bland andra Eagle Eye Cherry, Infinite Mass, Melissa Horn, Magnus Uggla, Cookies 'N' Beans, Jack Vreeswijk och Cajsalisa Ejemyr. Han är även medlem i bandet The Guild tillsammans med Sylvester Schlegel från The Ark.
- Andreas "Adde"Larsson (trummor) gick med 2021. En av Sverige mest anlitade metaltrummisar med bl.a. Assaultery och How We End.
- Jocke Björkegren (gitarr). Har bland annat spelat med Max Martin i bandet It’s Alive. Är medlem i bandet Chosen By Gods
- Marcus Hanser (gitarrer). Är den enda medlemmen i Nerved som har varit med från starten. Han är också den huvudsakliga låtskrivaren och har producerat bandets samtliga album.

Tidigare:
- Emil Gammeltoft (sång). Medverkade på första albumet Off Line. Sjunger numera med Some Kind of Rubus.
- Magnus Stenvinkel (bas). Medverkade på albumen Off Line och Finally Nerved.
- Björn Lundberg (trummor). Medverkade på albumen Off Line och Finally Nerved.
- Johan Ekelund (sång). Medverkade på albumet Finally Nerved.
- Joacim Brunnberg (trummor). Var tidigare medlem i bandet Skuggboxare, som har släppt albumen Retrospekt och Stad av stål och glas. Är medlem i bandet Eskobar, som bl.a. var förband till Roxette under deras Europaturné 2015.

## Diskografi

### Album
- 2004 – Off Line (MMS/Sony)
- 2008 – Finally Nerved (MMS/Universal)
- 2018 – Leave It All Behind (MMS/Universal)